# Литвин, Олег Александрович
Олег Александрович Литвин (6 июля 1936 — 5 июля 2017) — известный азербайджанский фоторепортёр.

## Жизнь
Родился 6 июля 1936 года в Баку. Окончил энергетический факультет (1956—1960) Азербайджанского института нефти и химии (ныне — Азербайджанский государственный университет нефти и промышленности). Позже работал в ТАСС фоторепортёром (1973—1990).
Долгие годы работал в «Азеринформ», ныне «АЗЕРТАДЖ», сотрудничал с агентствами «Reuters» и «Associated Press».
В 2000 году О.Литвин переехал к сыну в Волгоград. Здесь на протяжении пяти лет работал в «Комсомольской правде», а с 2005 года в корпоративной газете «Волга и Дон» компании ЛУКОЙЛ.
Ушел из жизни в 2017 году, не дожив до своего 81-го дня рождения меньше суток.

## Творчество
С начала Нагорно-Карабахского конфликта О.Литвин готовил фоторепортажи с линии фронта. Один из фоторепортёров, которые документировали трагедию 20 января и Ходжалы. Удостоен национальной премии «Хумай» за вклад в развитие азербайджанской фотографии.